# Det store ansvar
Det store Ansvar er en dansk spillefilm fra 1944 instrueret af Svend Methling efter manuskript af Holger Boëtius og Axel Østrup. Filmen er en appel til den afsporede ungdoms forældregeneration.

## Handling
Jens Clusen - kaldet "Skipper" - en københavnsk skolelærer, der hele sit liv har kæmpet og arbejdet for børnesagen, har indkaldt til et kæmpemøde for at rette en indtrængende appel til landets forældre om at værne deres børn. Ved dette møde hører vi om forskellige, tragiske ungdomsskæbner, han i sit utrættelige arbejde er kommet i forbindelse med.

## Medvirkende i udvalg
- Svend Methling
- Ingrid Matthiesen
- Peer Guldbrandsen
- Palle Huld
- Ellen Malberg
- Albert Luther
- Carl Johan Hviid